# Піттсфорд (селище, Нью-Йорк)
Піттсфорд (англ. Pittsford) — селище (англ. village) в США, в окрузі Монро штату Нью-Йорк. Населення — 1419 осіб (2020).

## Географія
Піттсфорд розташований за координатами 43°5′26″ пн. ш. 77°31′0″ зх. д. / 43.09056° пн. ш. 77.51667° зх. д. (43.090493, -77.516571).  За даними Бюро перепису населення США в 2010 році селище мало площу 1,79 км², з яких 1,74 км² — суходіл та 0,05 км² — водойми.

## Демографія
Згідно з переписом 2010 року, у селищі мешкало 1355 осіб у 610 домогосподарствах у складі 374 родин. Густота населення становила 756 осіб/км².  Було 631 помешкання (352/км²).
Расовий склад населення:
| - 96,9 % — білих - 1,2 % — азіатів - 0,7 % — чорних або афроамериканців - 0,1 % — корінних американців |

До двох чи більше рас належало 0,8 %. Частка іспаномовних становила 2,4 % від усіх жителів.
За віковим діапазоном населення розподілялося таким чином: 23,6 % — особи молодші 18 років, 59,4 % — особи у віці 18—64 років, 17,0 % — особи у віці 65 років та старші. Медіана віку мешканця становила 44,2 року. На 100 осіб жіночої статі у селищі припадало 86,1 чоловіків;  на 100 жінок у віці від 18 років та старших — 81,6 чоловіків також старших 18 років.
Середній дохід на одне домашнє господарство  становив 123 729 доларів США (медіана — 84 135), а середній дохід на одну сім'ю — 151 816 доларів (медіана — 99 550). Медіана доходів становила 77 321 долар для чоловіків та 59 896 доларів для жінок. За межею бідності перебувало 5,1 % осіб, у тому числі 1,8 % дітей у віці до 18 років та 3,3 % осіб у віці 65 років та старших.
Цивільне працевлаштоване населення становило 773 особи. Основні галузі зайнятості: освіта, охорона здоров'я та соціальна допомога — 34,5 %, науковці, спеціалісти, менеджери — 16,0 %, мистецтво, розваги та відпочинок — 10,1 %, фінанси, страхування та нерухомість — 9,2 %.